# Nearcha
Nearcha là một chi bướm đêm thuộc họ Geometridae.

## Các loài
Loài gồm có:
- Nearcha dasyzona – Lower, 1903
- Nearcha nullata – Guenée, 1857